# Hermann Ouédraogo
Hermann Hyacinthe Ouédraogo est un footballeur international burkinabé né le 12 décembre 1981 à Ouagadougou. Il évolue au poste d'attaquant à l'Union Sportive de Ouagadougou.

## Biographie

### En club
Il est meilleur buteur du championnat du Burkina Faso en 2004, avec 13 buts en 18 matchs.
En 2004, il s'engage avec le FC Istres, alors promu en Ligue 1, mais ne peut jouer en raison de complications administratives.

Il a fait cinq saisons fabuleuses avec l'Union Sportive de Ouagadougou où il a été deux fois meilleur buteur du championnat du Burkina Faso [2004 et 2007].

### En équipe nationale
Hermann Ouédraogo reçoit dix-neuf sélections en équipe du Burkina Faso, inscrivant six buts.
Sa première apparition en sélection fut avec le Racing Club de Lens en mai 2004.
Ses deux premiers buts furent inscrits contre la Libye le 23 mai 2004 au stade du 4 août à Ouagadougou.
Le 17 août 2004, il inscrit un but lors d'un match amical face à l'équipe d'Algérie, avec pour résultat un match nul 2-2 à Alger.
Il dispute trois matchs rentrant dans le cadre des éliminatoires de la Coupe du monde de football 2006.
Il participe au match amical contre la Corée du Sud qui s'est joué en mars 2005 à Dubaï.
Il prend part au match amical contre les aigles du Mali le 22 août 2007 à Paris.
En septembre 2007, il prend part à la sixième journée des matchs comptant pour la qualification à la CAN 2008 contre le Sénégal à Dakar.
Il participe avec l'équipe du Burkina Faso au Tournoi de l'UEMOA en 2007.